# Hypogastrura hispanica
Hypogastrura hispanica är en urinsektsart som beskrevs av Steiner 1955. Hypogastrura hispanica ingår i släktet Hypogastrura och familjen Hypogastruridae. Inga underarter finns listade i Catalogue of Life.